# Andropolia resoluta
Andropolia resoluta là một loài bướm đêm trong họ Noctuidae.